# Érdi Bukovinai Székely Népdalkör
Az Érdi Bukovinai Székely Népdalkör elsősorban a bukovinai székely népzenei hagyományok őrzését, továbbadását, széles körben való népszerűsítését tűzte ki célul. Repertoárját egyrészt az együttes tagjainak népdalanyagából, másrészt a Magyar Tudományos Akadémia archívumában feltalálható régi gyűjtések népdalkincséből építette fel. Műsoraikon a kezdeti időtől fogva szerepelnek népmesék, mondák és népszokások is.

## A bukovinai székelyek
A bukovinai székelyek az egykori székely határőrvidék népéből, a székelyföldi Csíkszék, Háromszék és Udvarhelyszék falvaiból szakadtak ki a 18. században. Az utódok, akik hosszú és nehéz utat jártak be, minden év Vízkeresztjén megemlékeznek arról, hogy 1764-ben, a Madéfalvi veszedelemkor űzettek el őseik Erdélyből.

## Az Érdi Bukovinai Székely Népdalkör megalakulása
Az együttes 1971. december 1-jén alakult Kóka Rozália vezetésével. Tagjai zömmel a városban élő, több mint 200 bukovinai székely családból kerültek ki.

## Repertoár
Az egyik forrásuk az együttesbe járó Illés Imréné, a hadikfalvi nótafa, a népművészet mestere. Több mint 100, nagyon értékes dal van a birtokában, a dédapjától örökölt népdalkincsből. A másik forrásuk Kodály Zoltán gyűjtései, melyet a Magyar Tudományos Akadémián kaptak meg. Kodály Zoltán 1913-ban gyűjtött Bukovinában, ahol mind az öt falut bejárta.

## Tagság, tevékenység
Nem kötötték ki, hogy csak bukovinai székelyek járhatnak a népdalkörbe. Az első pillanattól kezdve járnak más gyökerekkel rendelkezők is, például Kiss Józsefné német származású. A megalakulásnál csak azt döntötték el, hogy feladatuk a bukovinai székelyek hagyományainak ápolása, gyűjtése, bemutatása és népszerűsítése lesz. Ezért nem is énekelnek más zenei anyagot és nem mutatnak be más szokásokat. Nemrég fiatal lányok léptek be az együttesbe, és szeretettel várják az új tagokat, szeretnék, ha a hagyomány tovább élne. Örülnének, ha nagyon tehetséges énekesek érkeznének, de mivel nem lehet mindenkinek csodálatos hangja, a feltétel csupán az, hogy ne legyen fülsértően hamis. Kottát nem kell tudni olvasni, mert véleményük szerint a régiek sem kottából tanultak, a hagyományos daltanulás hallás után történt. Az elmúlt 39 esztendő alatt tizenegy alkalommal vettek részt országos minősítésen, legutóbb 2009-ben. Mindannyiszor „országosan kiváló”, illetve arany minősítést kaptak. A bukovinai székelyek hazatérésének 50. évfordulóján Bukovinai Székely Világtalálkozót rendeztek Érden, mely immáron hagyománnyá vált, és kétévente megrendezi egy-egy bukovinai székelyek lakta település. Bukovinából származó kevéske tárgyukat a Magyar Földrajzi Múzeum fenntartásában működő Hely- és Sporttörténeti Kiállítás tiszta szobája mutatja be.

## Népdalversenyek
A zenei kincs önmagában is érték. Kóka Rozália ezért is rendez országos népdalversenyeket, melyek nagyon népszerűek. Mivel ő maga mesemondó is, ezért már több országos mesemondó versenyt is rendezett. Célja, hogy a gyönyörű zenei és meseanyag közkincs legyen. Ezért is örül annak, hogy több szakdolgozat is készült a népdalkör életéről.

## Fellépő ruhák
Ruháik egy része még Bukovinából maradt meg. Különösen szeretik a favirág rokolyát, ami állítólag teveszőr gyapjúból készült. Ezek a ruhák 100 évesnél idősebbek, de egy se veszítette el se a színét, se a tartását. A mellényeik szövetből vagy selyemből készülnek. Régen voltak hímzett mellyes, báránybőrből készült bundák, ebből már csak kettő van meg, mert a lányok, mikor ezeket kapták 16 évesek vagy menyasszonyok voltak, ám azóta kissé terebélyesebbek lettek és nem megy rájuk. Ehhez nagyon szép hímzett nyakú és ujjú, úgynevezett szedéses ing tartozik.

## Az együttesen kívüli élet
Megünneplik egymás születés- és névnapját, ezentúl varrnak is egymásnak, recepteket cserélnek, tehát nagyon jó baráti közösség alakult ki. Néhány asszony életében nagyon nagy tragédiák történtek ebben az együttesben. Gyászukban és nehéz helyzetükben a többiek segítik, támogatják őket. Ha az egyiknek halottja van, legalább egy estére elmennek imádkozni hozzá. A temetésen is részt vesznek, énekelnek. A közös utazások és szereplések is közelebb hozzák az asszonyokat egymáshoz. Minden évben elutaznak valahová. 2011-ben szeretnének elmenni Csíksomlyóra, már szervezik az útjukat. Jártak már az Al-dunai székelyeknél, Belgrád mellett, voltak Bukovinában, Ausztriában és Szlovákiában. Több mint ezerszer léptek fel az országban és külföldön.

## Díjak[1]
- A népdalkör díjai
  - Kiváló Együttes
  - Érd Városért kitüntetés
  - 1991-ben Európa díj
- A tagok közül a Népművészet Mestere
  - Illés Imréné, hadikfalvi nótafa
  - Kóka Rozália mesemondó